# 四十六囤蛮夷千户所
四十六囤蛮夷千户所，元朝四川等处行中书省管理的千户所。
管理豕蛾夷地区，在庆符向南直抵定川，古代夜郎国之地，唐朝羁縻定州的支江县。至元十三年（1276年）收附，在庆符县（今四川省高县西北）侨置千户所，管理领四十六囤：
黄水口上下落骨，山落牟许满吴，麽落财，麽落贤，腾息奴，屯莫面，落搔，麽落梅，麽得幸，上落松，麽得会，麽得恶，落魂，落昧下村，落岛，麽得享，落燕，落得虑，麽得了，麽腾斛，许宿，麽九色，落搔屯右，麽得晏，落能，山落寡，水落寡，落得擂，麽得具，麽得渊，腾日彯，落昧上村，赖扇，许焰，腾郎，周头，卖落炎，落女，爱答落，爱答速，麽得奸，阿郎头，下得辛，上得辛，爱得娄，落鸥。